# ヨリンダ・ヤン
ヨリンダ・ヤン(甄楚倩、Yolinda Yan、1971年7月14日 - )は、香港の歌手、女優。日本では1987年におニャン子クラブ研修生としても活動した。

## 経歴
1987年、香港のテレビ局である亜州電視の番組「未来偶像争霸戦」に出演し、亜州電視と契約。その後、研修のため来日し、おニャン子クラブ研修生として、半月の間夕やけニャンニャンに出演。1988年、アルバム「無伴的舞」がヒット香港音楽史上最年少でプラチナディスクを獲得する。
1990年には東京で開かれた第19回東京音楽祭に参加する。1993年から徐々に芸能界から身を引いていく。
1998年から芸能活動を再開。2001年には未婚ながら長男を出産。
2010年には、香港音楽史上優れた10人を選出する「香港史上十大電音女歌星」に選ばれる。

## アルバム
- 狠心女子（1987年）
- 甄楚倩無伴的舞（1988年）
- 霓虹玩偶（1988年）
- 今天天氣呵呵呵（1989年）
- 乖乖（1990年）
- 夢醒時份（1990年）
- Replay Yolinda 新曲精選（1991年）
- Hold Me Tight（1991年）
- YoursYolinda（1992年）
- Something special（1992年）
- 新藝寶 新曲加精選（1993年）
- SonyBmg 經典系列CD(無伴的舞/霓虹玩偶/Just for you)（2006年）
- Sony Music Pure Gold Series CD(無伴的舞)（2009年）
- Hold Me Tight (環球復黑王)（2010年）

## 映画
- 黑色迷牆（1988年）
- 少女心(主題曲"少女心"、1989年)
- ワイルド・ブリット(主題曲"蒲公英之歌"、1990年)
- 四大探長(主題曲"水長流"、1992年)
- 電影鴨（1999年）
- どいてくれ!! 唔該借歪（2000年）